# Accordi di Lancaster House
Gli accordi di Lancaster House (in inglese Lancaster House Agreement) vennero firmati il 21 dicembre del 1979 a Lancaster House a seguito di una conferenza costituzionale incentrata sul futuro dello Zimbabwe-Rhodesia, formalmente conosciuto come Rhodesia.
Con questi accordi si concluse ufficialmente la guerra civile rhodesiana e venne annullata la dichiarazione unilaterale d'indipendenza della Rhodesia, il cui governo venne provvisoriamente affidato ad un'amministrazione coloniale che avrebbe garantito le prime elezioni libere del paese. Inoltre alla ZANU e alla ZAPU, le ali politiche rispettivamente dello ZANLA e dello ZIPRA (gli iniziatori della guerra civile nel 1964) fu concesso di presentare dei candidati che però erano condizionati dal cessate il fuoco e dalla verifica della non presenza di intimidazioni.